# Manfred Schoof
Manfred Schoof est un trompettiste allemand né le 6 avril 1936 à Magdebourg. Il est connu pour avoir été un des fondateurs du free jazz européen avec Albert Mangelsdorff, Peter Brötzmann, Mal Waldron, et Irène Schweizer.

## Biographie
Il étudie à Cassel et Cologne. Amateur par le jazz, il instigue le mouvement free jazz, qui se répand dans toute l'Europe. Il est également l'un des rares interprètes de Die Soldaten, pièce du compositeur Bernd Alois Zimmermann.
Depuis les années 1970, il a gagné un grand nombre de prix, récompensant son travail, et s'est engagé dans l'Union Deutscher Jazzmusiker, dont il est le secrétaire depuis 1997. Il est également professeur de musique à Cologne depuis 1990.

## Discographie

### En solo
- European Echoes (1969)
- Scales (1976)
- Light Lines (1977)
- Horizons (1979)
- Resonance (2009)

### Collaborations
- Electronic Sonata for Souls Loved by Nature (1969) de George Russell.